# Antoine Courbon-Saint-Genest
Antoine Courbon-Saint-Genest est un homme politique français né le 23 avril 1753 à Saint-Genest (Loire) et décédé le 15 avril 1838.

## Biographie
Fils de Claude Jean François Courbon des Gaux, écuyer, coseigneur de la baronnie de la Faye, et de Marie Vincent, Antoine Courbon de Saint-Genest est élu député de la Loire au Conseil des Cinq-Cents le 25 germinal an V, et siège jusqu'en l'an VII.

## Sources
- « Antoine Courbon-Saint-Genest », dans Adolphe Robert et Gaston Cougny, Dictionnaire des parlementaires français, Edgar Bourloton, 1889-1891 [détail de l’édition]

- Ressource relative à la vie publique :   - Base Sycomore
- Notices d'autorité :   - VIAF